# Lee Sang-ho (calciatore 1987)
Lee Sang-ho ((이상호?, 李相湖?); Ulsan, 9 maggio 1987) è un calciatore sudcoreano, centrocampista del Seoul.